# Hesperopilio
Hesperopilio is een geslacht van hooiwagens uit de superfamilie = Phalangioidea.
De wetenschappelijke naam Hesperopilio is voor het eerst geldig gepubliceerd door Shear in 1996. 

## Soorten
Hesperopilio is monotypisch en omvat slechts de volgende soort:
- Hesperopilio mainae